# Djbdns
djbdns – zestaw programów typu DNS, których autorem jest Daniel J. Bernstein. Programy powstały w odpowiedzi na szereg błędów, dziur i niedoskonałości szeroko stosowanego BINDa.
System składa się z odseparowanych aplikacji:
tinydns (udp/53)autorytatywny serwer DNS
dnscache (tcp/53 i udp/53)serwer cache dla systemu DNS
axfrdns (tcp/53)serwer udostępniający strefy do transferu dla wskazanych maszyn (np. dla serwerów secondary, itp.)